# شبیه‌ساز پیتزافروشی فردی فزبر
شبیه‌ساز پیتزافروشی فردی فزبر (به انگلیسی: Freddy Fazbear's Pizza Simulator) (که با نام پنج شب با فردی ۶ نیز شناخته می‌شود) یک بازی ویدئویی ترس و بقا وشبیه‌سازی مدیریت کسب و کار با عنصر اشاره و کلیک رایگان است که توسط اسکات کاتن توسعه و منتشر شده است. این بازی در تاریخ ۱۳ آذر ۱۳۹۶ بر روی استیم و گیم جولت منتشر شد. این ششمین قسمت اصلی از سری بازی‌های ویدیویی پنج شب با فردی است که هفتمین بازی به طور کلی است و به ترتیب زمانی پس از رویدادهای بازی سوم اتفاق می‌افتد. این بازی که در ابتدا به عنوان یک بازی شبیه‌سازی به بازار عرضه شد، جایی که بازیکن مدیریت پیتزافروشی اختصاصی خود را برعهده دارد، این بازی به تدریج خود را نشان می‌دهد تا مفهوم پیشینیان خود را مبنی بر زنده ماندن در برابر شخصیت‌های انیماترونیک متخاصم برای چندین شب متوالی ادامه دهد.
نسخه موبایلی برای آی‌اواس و اندروید با عنوان فناف ۶: شبیه‌سازی پیتزافروشی در ۲۲ مرداد ۱۳۹۸ منتشر شد. برخلاف نسخه پی‌سی، نسخه موبایلی که توسط کلیک‌تیم ال‌ال‌اس توسعه و منتشر شده است، به صورت پرداختی به بازی می‌باشد. یک نسخه نینتندو سوئیچ و اکس‌باکس وان در ۱۰ آبان ۱۳۹۹ منتشر شد و یک نسخه پلی‌استیشن ۴ در ۱۱ فروردین ۱۴۰۰ منتشر شد. یک افزونه برنامه‌ریزی شده، شب سفارش نهایی، به عنوان یک بازی مستقل در تاریخ ۶ تیر ۱۳۹۷ منتشر شد. این بازی با نقدهای مثبتی روبه رو شد و داستان و مکانیک شبیه‌سازی آن مورد تحسین قرار گرفت.

## روند بازی
شبیه‌سازی پیتزافروشی فردی فزبر به عنوان یک مینی‌گیم ۸ بیتی شروع می‌شود که در آن بازیکن باید فردی فزبر را کنترل کند و پیتزا را بین چند کودک توزیع کند. این مینی‌گیم در نهایت با یک گلیچ اسکریپت به پایان می‌رسد.
سپس بازی به یک اتاق تاریک تغییر می‌کند که در آن بازیکن با نسخه شکسته‌ای از انیماترونیک سیرکس بیبی از  پنج شب با فردی: مکان خواهر (که به آن "اسکِرَپ بیبی" می‌گویند) روبرو می‌شود. صدایی از کاست به پخش کننده دستور می‌دهد تا انیماترونیک را مشاهده کند و پاسخ های خود را به شبیه‌سازی‌های صوتی مختلف مستند کند. چک لیستی باید حاوی گزینه‌های «نه»، «بله» و «مطمئن» پر شود. در سومین تحریک صوتی، اسکرپ بیبی با بازیکن صحبت می کند و بازی ناگهان به منوی شروع بازی می‌پرد.
سپس بازی به یک شبیه‌سازی تجاری تبدیل می‌شود، جایی که بازیکن برای رستوران خیالی خود تزئینات می‌خرد و آنها را در اطراف رستوران قرار می‌دهد. خرید این اقلام می‌تواند جو، سلامت/ایمنی و استانداردهای سرگرمی را افزایش دهد و همچنین امکان درآمد اضافی را برای آنها فراهم کند. با این حال، بسیاری از این موارد همچنین می‌توانند ریسک مسئولیت را افزایش دهند و منجر به دعواهایی شوند که می‌توانند با هزینه‌های پول مبارزه یا حل و فصل شوند. پیشنهادات اسپانسر را می‌توان در ازای پول پذیرفت، اما می‌تواند باعث حواس‌پرتی صوتی و بصری بازیکن در ادامه بازی شود. بازی‌های آرکید که در رستوران قرار می‌گیرند نیز می‌توانند برای انجام مینی‌گیم‌ها تعامل داشته باشند و «فزپوینت» آن‌ها را افزایش دهند. فزپوینت امتیازهای درون بازی هستند که هر زمان که بازیکن مینی‌گیم‌ها را بازی می‌کند یا یک آیتم جدید خریداری می‌کند و آن را در پیتزافروشی قرار می‌دهد، به دست می آید. به ازای هر ۱۰۰۰ امتیاز افزایش، بازیکن ۱۰۰ دلار دریافت می‌کند. برخی از مینی‌گیم‌ها مانند «مارپیچ میوه‌ای»، «راننده نیمه‌شب» و «پاپت امنیتی» داستان خاص خود را در بازی اصلی دارند که همگی به بنیانگذار سرگرمی فزبر و آنتاگونیست سری، ویلیام افتن، متصل می‌شوند.
در بخش بعدی بازی، بازیکن از رایانه برای انجام کارهای مختلف برای نگهداری از رستوران استفاده می‌کند. با این حال، هر گونه انیماترونیک خشنی که در استقرار شل باشد سعی می‌کند به بازیکن حمله کند. آنها را می‌توان با تاباندن چراغ قوه بازیکن به دهانه‌های تهویه یا با استفاده از صدا برای فریب دادن انیماترونیک‌ها متوقف کرد. بازیکن می‌تواند از شبکه‌ای از آشکارسازهای حرکت برای ردیابی حرکات انیماترونیک از یک مکان به مکان دیگر استفاده کند. بازیکن همچنین می‌تواند از تهویه بی‌صدا برای کاهش صدا استفاده کند، اما تنها یکی از سیستم های ردیاب حرکت، فریب صوتی و تهویه بی‌صدا را می توان استفاده کرد. برخلاف بازی‌های قبلی این سری، هر چهار انیماترونیک موجود در بازی (اسکرپ بیبی، فردی ذوب شده، اسکرپ ترپ و لفتی) برخلاف داشتن مکانیک‌های مختلف، رفتار یکسانی دارند. بازیکن ممکن است تجهیزات اداری را به منظور افزایش کارایی و کاهش سطح سر و صدا ارتقا دهد. همچنین ممکن است بازیکن به‌طور موقت کامپیوتر را خاموش کند یا به سیستم تهویه ثانویه‌ای که بی‌صداتر کار می‌کند، سوئیچ کند، اما در کنترل دمای محیط مؤثر نیست. هر گونه حمایت‌های مالی پذیرفته شده باعث می‌شود که تبلیغات با صدای بلند به صورت تصادفی بر روی کامپیوتر پخش شود، انیماترونیک‌ها را جذب کرده و باعث می‌شود تا بازیکن نتواند آنها را بشنود یا کاری را برای چند ثانیه انجام دهد، تا زمانی که تبلیغات حذف نشود. این بخش زمانی به پایان می رسد که کارهای روزانه انجام شود و رایانه از سیستم خارج شود.
پس از تکمیل مدیریت، بازیکن به بخش نجات هدایت می‌شود، جایی که انیماترونیک در همان تنظیمات اسکرپ بیبی ارائه می‌شود. هر روز، یکی از چهار انیماترونیک به قیمت‌های خاص خود نجات داده می‌شود. درست مانند تنظیمات قبلی، بازیکن باید چک لیست را علامت بزند. برخلاف تنظیمات قبلی، انیماترونیک تنها زمانی حرکت می‌کند که بازیکن به چک لیست نگاه می‌کند. اگر بازیکن احساس کند که انیماترونیک می‌خواهد به او حمله کند، می‌تواند با استفاده از تپانچه برقی آن را تحت کنترل درآورد. با این حال، اگر انیماترونیک بیش از سه بار تپانچه برقی شود، ارزش خود را از دست می‌دهد و میزان سودی را که می‌توان از آن به دست آورد، کاهش می‌دهد. اگر بازیکن در این بخش از بازی موفق باشد، پاداش نقدی دریافت می‌کند. در صورت عدم موفقیت، پاداش نقدی دریافت نمی‌شود. صرف نظر از موفقیت آنها، انیماترونیک بلافاصله به عنوان یک تهدید در بخش مدیریت عمل می‌کند. از سوی دیگر، بازیکن می‌تواند از نجات انیماترونیک خودداری کند و آن را دور بیندازد، که منجر به پایان متناوب می شود. اگر انیماترونیک قبلاً از طریق آیتم‌های علامت‌گذاری‌شده قبل از بخش نجات خود وارد شده باشد، یک برش وجود خواهد داشت و تنها گزینه بیرون انداختن آن است.
برای به پایان رساندن بازی، بازیکن باید شش روز و شب کامل زنده بماند. چندین پایان مختلف ممکن است، بسته به عواملی مانند میزان بهبود پیتزافروشی، تعداد شکایت‌هایی که مشتریان علیه پیتزافروشی مطرح کرده‌اند، و اینکه آیا بازیکن هر انیماترونیک را نجات داده یا نه، و سایر شرایط.

## داستان
شخصیت بازیکن، فرنچایز جدید سرگرمی فزبر اینک است که دارای نام تجاری مجدد شده است، که دفتر مرکزی آن در شهرستان واشینگتن، یوتا است. پس از سرمایه گذاری در رستوران، برای بازیکن ۱۰۰ دلار باقی می‌ماند تا در محل جدید خود خرج کند. پس از شب اول، آنها تشویق می‌شوند تا برای "آزمون نهایی" خود، که یک مهمانی بزرگ در روز شنبه است، آماده شوند. تحت هدایت "واحد آموزشی"، هوش مصنوعی رستوران، بازیکن روی وسایل مختلف، انیماترونیک و حامیان مالی سرمایه گذاری می‌کند تا به رستوران اضافه کند و بودجه آن را تامین کند.
علاوه بر اداره رستوران، بازیکن طبق تعهدات "بند ۴" باید در پایان هر روز تعمیر و نگهداری را با چهار انیماترونیک مخروبه و خراب بررسی کند: اسکرپ بیبی، که سیرکس بیبی پس از بیرون راندن از انارد از ضایعات بازسازی شده است. به دنبال وقایع پنج شب با فردی: مکان خواهر. فردی ذوب شده، بقایای انارد با فانتایم فردی به عنوان سر اصلی آن. لفتی، یک خرس سیاه مرموز انیماترونیک; و اسپرینگ ترپ(ملقب به "اسکرپ ترپ")، لباس فرسوده اسپرینگ بانی که حاوی جسد مرده قاتل سریالی و یکی از بنیانگذاران فزبر، ویلیام افتن است که از نابودی ترس‌های فزبر جان سالم به در برده است. بازیکن می‌تواند قبل از نجات انیماترونیک‌ها، تعمیر و نگهداری را تحت هدایت مرد کاست مرموز انجام دهد، یا آنها را به بیرون پرتاب کند، مگر اینکه قبلاً از طریق یک شیء با تخفیف خریداری شده قبلی به پیتزافروشی رفته باشد. بازیکن برای زنده ماندن هر شب رها می‌شود زیرا انیماترونیک‌های نجات یافته تلاش می‌کنند او را بکشند.

### پایان‌ها
- اگر بازیکن در رستوران سرمایه گذاری کرده باشد اما هر چهار انیماترونیک قابل نجات را تا شنبه در پیتزافروشی نداشته باشد، توسط مرد کاست از کار اخراج خواهد شد. این تنها پایانی است که به بازیکن گواهی نمی‌دهد.
- متوسط - اگر بازیکن تا روز شنبه چیزی نخرد یا هیچ انیماترونیکی را نجات ندهد، به دلیل تنبلی خود از سوی واحد آموزش اخراج می شود و مورد سرزنش قرار می‌گیرد. این "گواهی متوسط" را به بازیکن می‌دهد.
- دیوانگی - اگر بازیکن آرشیو داده‌های اگ بیبی را خریداری کند، می‌تواند نقشه‌های اولیه را در رایانه خود و یک فایل صوتی ضبط شده توسط مرد کاست، که به طور ضمنی هنری امیلی، یکی از بنیانگذاران سرگرمی فزبر در کنار افتن است، کشف کند. او قبل از بحث در مورد طرح خود برای رهایی همه ارواح گمشده در دام انیماترونیک‌ها از اقدامات افتن و از خود راضی بودن خود در آنها ابراز تاسف می‌کند. برای سرپوش گذاشتن بر کشف خود، سپس توسط واحد آموزش، بازیکن دیوانه تلقی می‌شود و اخراج می‌شود. این "گواهی دیوانگی" را به بازیکن می دهد.
- لیست سیاه - اگر رستوران بازیکن تا روز شنبه ریسک مسئولیت ۵۰ یا بالاتر داشته باشد، آنها توسط واحد آموزش به دلیل سهل انگاری مورد سرزنش قرار می‌گیرند و اخراج می‌شوند. با این کار گواهی "شما در لیست سیاه قرار گرفته اید" به بازیکن می‌رسد.
- ورشکستگی - اگر بازیکن در حین دعوا یا حل و فصل یک دعوای حقوقی بدهکار شود، توسط واحد آموزش اخراج خواهد شد به دلیل اینکه "از دست رفته" است. به این ترتیب بازیکن "گواهی ورشکستگی" را دریافت می‌کند.
- تکمیل - اگر بازیکن تمام انیماترونیک‌ها را نجات داده باشد و به شب پایانی رسیده باشد، اسکرپ بیبی به بازیکن می‌گوید که فریب خورده است و با جمع کردن همه روح‌ها در یک مکان به او "هدیه" داده اند و او پدرش را خواهد ساخت (افتن).[۱] با این حال، مرد کاست/هنری حرف او را قطع می‌کند و فاش می کند که او رستوران را برای به دام انداختن تمام انیماترونیک‌ها در داخل آن ساخته است. او شروع به سوزاندن آن می‌کند تا هم به میراث قتل عام افتن و پیتزافروشی فردی فزبر پایان دهد و هم برای رهایی ارواح درون انیماترونیک‌ها، از جمله دختر افتن، الیزابت در داخل اسکرپ بیبی، دختر خودش در داخل پاپت (از پنج شب با فردی ۲). توسط لفتی و ارواح دیگر قربانیان افتن در داخل مولتن فردی دستگیر شد. پس از تمسخر "دوست قدیمی" یعنی خود افتن، هنری در ساختمان در حال سوختن باقی می‌ماند تا در کنار انیماترونیک‌ها بمیرد.[۲] او همچنین تصدیق می کند که بازیکن نیز تصمیم گرفته است بماند و در آتش بمیرد، به این معنی که شخصیت بازیکن پسر ویلیام و مایکل برادر الیزابت است که قبلا از رویارویی او با انارد جان سالم به در برده بود. با دستیابی به این پایان، واحد آموزش به بازیکن برای به پایان رساندن هفته کاری تبریک می گوید و اطلاع می‌دهد که فزبر دیگر یک نهاد شرکتی نخواهد بود. به این ترتیب بازیکن "گواهی پایان کار" را دریافت می کند.
  - نگهبان- اگر بازیکن پایان‌های مخفی را در مینی‌گیم‌های "مارپیچ میوه‌ای"، "راننده نیمه‌شب" و "پاپت امنیتی" را کشف کرده باشد، تصویری از یک قبرستان آرام در پایان بازی ظاهر می شود که دارای ۶ سنگ قبر است.4 تای اول.فردی.بانی.چیکا و فاکسی اند.بعدی گلدن فردی است که در علفزار دفن شده.اخری هم پاپت است که در دور ها دفن شده. هر بازی که در آن هر سه پایان مخفی مینی‌گیم در آن انجام شود، گواهینامه «تو نگهبان هستی» را برای بازیکن به ارمغان می‌آورد.

## توسعه و انتشار
در ژوئن ۲۰۱۷، کاتن به توسعه ششمین بازی اصلی این سری اشاره کرد، با یک تیزر در سایت اسکات‌گیمز که تصویری را نشان می‌داد که به نظر می‌رسید سیرکس بیبی از پنج شب با فردی: مکان خواهر باشد، اما بعداً اعلام کرد تصمیم به لغو بازی و در عوض توسعه یک قسط جداگانه شبیه به دنیای فنف مانند یک سرمایه دار پیتزافروشی را دارد. تیزرهای یک بازی جدید در اواخر سال ۲۰۱۷ در وب سایت کاتن ظاهر شد. در ۱۳ آذر ۱۳۹۶، کاتن بازی شبیه‌ساز پیتزافروشی فردی فزبر را به عنوان یک نرم‌افزار رایگان بر روی استیم منتشر کرد.
در فوریه ۲۰۱۸، کاتن در یک پست استیم اعلام کرد که در مورد کمک گرفتن از ناشران بزرگتر در ساخت بازی‌های آینده فکر می‌کند. در یک نسخه ویرایش شده از همان پست، او اضافه کرد که یک "شب سفارشی نهایی" را برای شبیه‌ساز پیتزافروشی فردی فزبر ایجاد خواهد کرد، که، همانطور که در وب سایت او فاش شد، بیش از ۵۰ انیماترونیک از کل مجموعه دارد که به بازیکن حمله می کنند. کاتن بعد از اینکه متوجه حجم آپدیت شد تصمیم گرفت آن را به عنوان بازی جداگانه خودش بسازد.

## نقد و نظرات
شبیه‌ساز پیتزافروشی فردی فزبر اکثراً نقدهای مثبتی دریافت کرد. گیم‌کرات آن را "بهترین ارزش در بازی در حال حاضر" نامیده است. راک، پیپر، شات‌گان آن را "شبح‌وار مثل جهنم" نامید. بال استیت دیلی نیوز نیز یک بررسی مثبت داد و به بازی امتیاز ۷.۶/۱۰ داد و آن را "تکامل جالب فرمول پنج شب (با فردی)" نامید. آی‌جی‌ان، شبیه‌ساز پیتزافروشی فردی فزبر را در بین ۱۸ بازی ترسناک سال ۲۰۱۷ فهرست کرد.